# Herbert Neupert
Herbert Neupert (* 4. Februar 1911 in Greiz; † 3. Februar 2002 in Bad Godesberg) war ein deutscher Jurist, Verkehrsexperte und Korporationsfunktionär. Er wirkte zuletzt als Ministerialdirektor und als Rechtsanwalt.

## Leben
Neupert besuchte die Volksschule in Greiz und Gera und das Gymnasium Rutheneum in Gera. Nach dem Abitur (1929) studierte er Rechtswissenschaft in Bonn, München und Jena. 1934 bestand er das erste, 1937 das zweite juristische Staatsexamen. An der Friedrich-Schiller-Universität Jena wurde er mit einer Arbeit über das Reichstierschutzgesetz promoviert. 1937 wurde Neupert Assessor bei der Staatsanwaltschaft in Altenburg. Später trat er in das Reichswirtschaftsministerium ein. Ab 1943 diente er in der Wehrmacht. 1950 wurde er von der IHK Berlin mit dem Aufbau der Außenhandelsabteilung und des Exportbüros der Berliner Absatzorganisation beauftragt. 1951 erhielt er einen Lehrauftrag über Grundlagen und Technik des Exports an der TU Berlin. Im selben Jahr wechselte Neupert in die Abteilung Seeverkehr des Bundesverkehrsministeriums in Hamburg, wo er die Leitung des Referats See 6 für Internationale Seeschiffahrtsbeziehungen und Seeschiffahrtsgeschäfte übernahm. In dieser Funktion war er am Abschluss zahlreicher bilateraler Schifffahrtsabkommen beteiligt und vertrat die Bundesrepublik in internationalen Schiffahrtsgremien. Ab 1965 war er Vertreter des Leiters der Abteilung Allgemeine Verkehrspolitik und Wirtschaft im Bundesverkehrsministerium in Bonn und dort Leiter des Referats Internationale Beziehungen im Verkehr und Entwicklungshilfe. Von 1969 bis zu seinem Eintritt in den Ruhestand im Jahr 1973 war er Leiter der Abteilung für Allgemeinen Verkehrspolitik und leitete als Ministerialdirektor die Arbeiten am sogenannten Leber-Plan. Nach seiner Pensionierung war Neupert bis 1985 als Rechtsanwalt in Bonn tätig und lebte in Bonn-Bad Godesberg.
Neben seiner Tätigkeit im Ministerium war Neupert ab 1969 Vorsitzender des Verwaltungsrats der Studiengesellschaft Nahverkehr mbH (SNV) in Hamburg und Vorsitzender des Beirats der Studiengesellschaft für den Kombinierten Verkehr (SGKV). 1973 bis 1984 war er Vorsitzender des wissenschaftlichen Beirats der SNV und in Frankfurt am Main 1973 bis 1978 Vorstandsvorsitzender der SGKV. 1969 wurde er auch Aufsichtsrat der HSB-Hochleistungsschnellbahn Studiengesellschaft mbH in Ottobrunn, deren Geschäftsführer er in München bis 1978 war, und 1979 stellvertretender Vorsitzender der erweiterten Tarifkommission des allgemeinen Güternahverkehrs (ETKN). 1974 erhielt er das Große Bundesverdienstkreuz.

## Corpsstudent
Neupert war seit 1929 Mitglied des Corps Transrhenania München. 1986 wurde er auch Mitglied des Corps Ratisbonia München und des nach Passau verlegten Corps Budissa. Von  1975 bis 1986 war er Beauftragter des Verbandes Alter Corpsstudenten im Beirat des Verbandes für Studentenwohnheime e. V. (Bonn), als dessen stellvertretender Vorsitzender er auch tätig war. Er verfasste zahlreiche studentengeschichtliche Beiträge, unter anderem für die vom Convent Deutscher Akademikerverbände (CDA) herausgegebene Zeitschrift Convent. 1992 wurde er mit der Fabricius-Medaille des CDA ausgezeichnet. Neuperts corpsstudentischer Nachlass befindet sich im Kösener Archiv im Institut für Hochschulkunde an der Universität Würzburg (Bestand N 10).

## Veröffentlichungen (Auswahl)
- Transrhenania nach dem Zweiten Weltkrieg 1945-1985. Eine Chronik. 1986.
- Studentenverbindungen und Verbindungsstudenten in Bonn. Haltern 1989.
- Geschichte des Corps Transrhenania 1866-1990. München 1992.